# NGC 5614
NGC 5614 (również PGC 51439 lub UGC 9226) – galaktyka spiralna (Sab), znajdująca się w gwiazdozbiorze Wolarza. Odkrył ją William Herschel 1 maja 1785 roku. Razem z sąsiednimi galaktykami NGC 5613 i NGC 5615 stanowi obiekt Arp 178 w Atlasie Osobliwych Galaktyk Haltona Arpa.